# Salvatore Giuliano (politico)
Salvatore Giuliano (Brindisi, 9 marzo 1967) è un politico italiano, sottosegretario di Stato al Ministero dell'istruzione, dell'università e della ricerca nel governo Conte I.

## Biografia
Nato a Brindisi, cresce a Latiano. Conclusi gli studi all'I.T.C. Giovanni Calò di Francavilla Fontana con diploma di ragioniere programmatore, inizia l'attività di docente diplomato di laboratorio di informatica gestionale. Nel 1991 vince il concorso ordinario a cattedra. Nello stesso anno si iscrive all'Università degli Studi di Lecce dove consegue la laurea in economia bancaria, finanziaria e assicurativa nel 1996. Successivamente transita sul ruolo di docente laureato di discipline giuridiche ed economiche. Negli anni successivi consegue l'abilitazione all'insegnamento di matematica applicata e docente specializzato su sostegno.
Nel 2004 partecipa al concorso ordinario per dirigenti scolastici e, al termine della procedura concorsuale, risultando vincitore assume l'incarico di dirigente scolastico dal 2007. Dopo avere trascorso un anno come dirigente del liceo classico di Casarano, dal 2008 è preside all'IISS Ettore Majorana di Brindisi, da dove nel 2009 ha lanciato il progetto Book In Progress, una rete di scuole e docenti per la scrittura di libri scolastici autoprodotti.

### L'impegno politico
Nel marzo del 2018, alla vigilia delle elezioni politiche, viene presentato da Luigi Di Maio come candidato al dicastero dell'Istruzione in caso di vittoria del Movimento 5 Stelle. Dal 13 giugno 2018 al 5 settembre 2019 è stato sottosegretario di Stato del Ministero dell'Istruzione, dell'Università e della Ricerca nel governo Conte I.
Alle elezioni politiche anticipate del 25 settembre 2022 viene candidato dal M5S nel collegio uninominale di Brindisi per la Camera dei deputati, senza risultare eletto.
L'11 dicembre 2023 viene eletto coordinatore del Comitato nazionale Istruzione, università, cultura e informazione del Movimento 5 Stelle.

### Attività scientifica
La carta stampata e i media televisivi hanno dato ampio risalto ad un recente studio condotto tra il 2018 e il 2019 presso la scuola dove è attualmente preside. Ha infatti collaborato con l'equipe del professor Luigi De Gennaro, dell'Università degli studi di Roma "La Sapienza", in un progetto di ricerca che ha evidenziato come l’ingresso a scuola posticipato di un’ora (pari posticipo anche per l’uscita) sia associato con una migliore qualità del sonno, un miglioramento sensibile dell'attenzione e vigilanza e, più in generale, un incremento della performance scolastica. L'esperienza, la prima nel suo genere in Italia, è stata ispirata dal movimento internazionale Start School Later Movement che si propone di migliorare il rendimento scolastico sollecitando l'adozione, da parte delle istituzioni competenti, di misure atte a garantire agli studenti di tutto il mondo un numero adeguato di ore di sonno notturno.

## Pubblicazioni
- Salvatore Giuliano e Rosa Palmizio Errico, Uso delle tecnologie per l'apprendimento, in Francesco Profumo (a cura di), Leadership per l'innovazione nella scuola, Bologna, Il Mulino, 2018, ISBN 978-88-15-27547-9.